# Effetto serra incontrollato

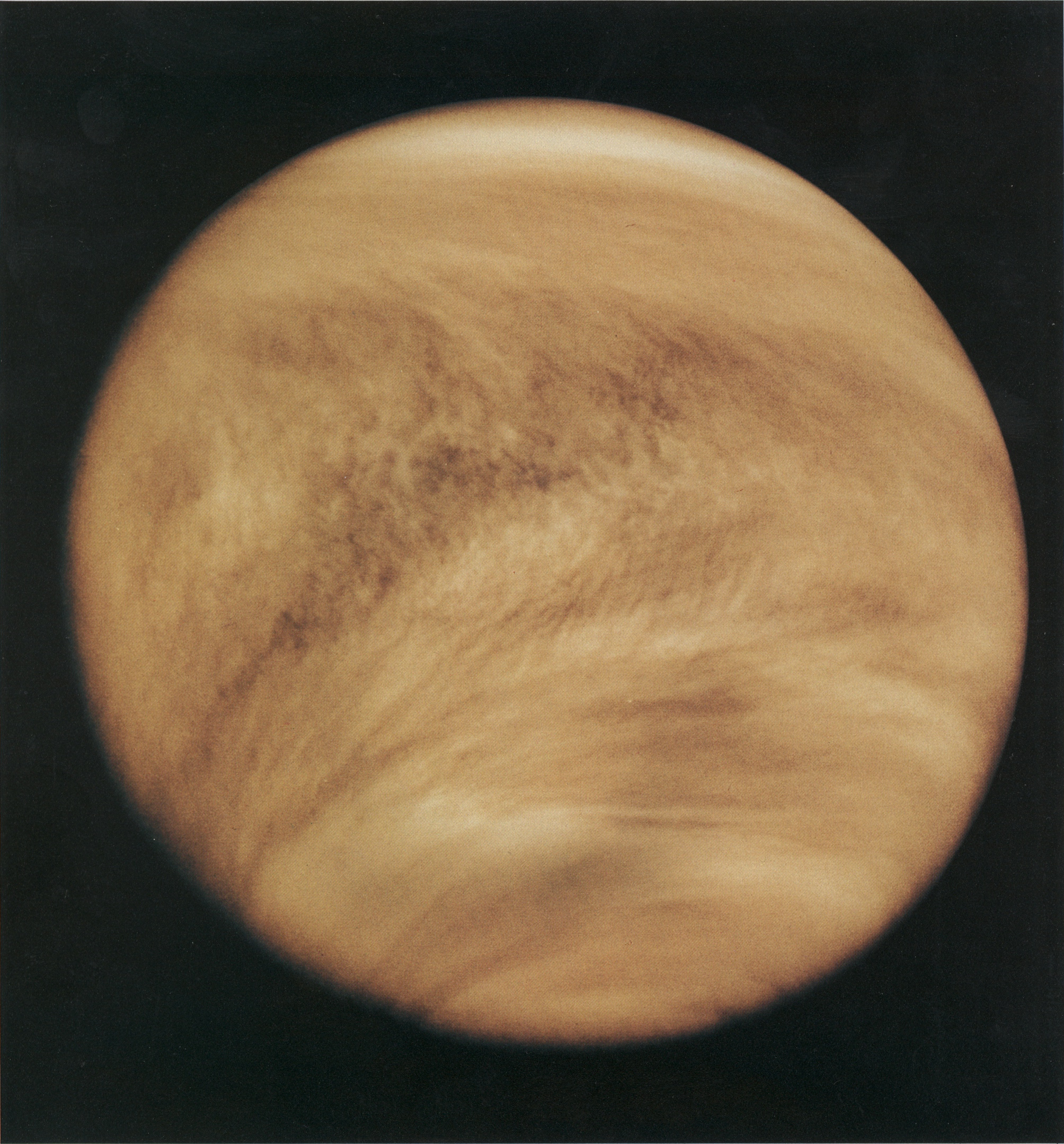
Venere potrebbe aver avuto oceani come la Terra, all'inizio della sua storia, tuttavia, a causa dell'aumento di luminosità del giovane Sole, gli oceani evaporarono, e l'effetto serra divenne incontrollabile.

Un effetto serra incontrollato (noto anche come effetto serra galoppante) avviene quando un pianeta e la sua atmosfera assorbono più energia solare di quella che riescono a disperdere nello spazio interplanetario per irraggiamento termico. Il conseguente surriscaldamento della superficie con l'evaporazione degli oceani presenti, porta ad un progressivo e incontrollabile effetto serra. Si pensa che un fenomeno di questo tipo sia avvenuto nella storia iniziale di Venere. Nel caso della Terra, è stato ipotizzato che l'emissione di gas a effetto serra possa essere stata una delle concause dei cambiamenti climatici che hanno portato in passato all'estinzione di massa del Permiano-Triassico, o al massimo termico del Paleocene-Eocene, anche se in questi casi è probabilmente più consono il termine "brutale" cambiamento climatico. Talvolta viene menzionato come rischio futuro per la stessa Terra, a causa del riscaldamento globale iniziato nel XX secolo. Tuttavia l'IPCC afferma che un effetto serra analogo a quello capitato su Venere non ha alcuna possibilità di essere indotto dalle attività antropogeniche."

## Storia
Il termine deriva dall'inglese Runaway greenhouse effect, che venne coniato per la prima volta dallo scienziato del Caltech Andrew Ingersoll. In una pubblicazione su un modello della storia dell'atmosfera venusiana, Ingersoll descrisse come il vapor acqueo presente in passato bloccasse la dispersione di calore verso lo spazio, aumentando la temperatura del pianeta e di conseguenza la quantità dello stesso vapor acqueo, portando ad un effetto serra incontrollato, fino a quando, data la grande quantità del vapor acqueo presente nell'atmosfera, questi subì la progressiva fotolisi a causa della radiazione solare, con l'idrogeno che si disperse nello spazio e l'ossigeno che si combinò con altri elementi, come il carbonio, formando l'anidride carbonica, che costituisce, da sola, quasi il 97% dell'atmosfera venusiana dell'epoca attuale.
Questa teoria è suffragata dall'abbondanza del deuterio rispetto all'idrogeno; nel caso di Venere il rapporto deuterio/idrogeno è 150 più elevato rispetto alla Terra.